# 김은아 (1975년)
김은아(金恩雅, 1975년 1월 7일 ~ )은 대한민국의 제6·7대 광주광역시 서구의원이었다.

## 학력
- 병영상업고등학교 졸업
- 조선대학교 경상대학 회계학과 졸업

## 경력
- 함께할 새누리 지역아동센터 대표
- 아름다운가게 광주광역시 서구 운천점 운영위원
- 행복한 광주행협(준) 이사
- 소꿉놀이 장남감 도서관 운영위원장
- 2010.07 ~ 2014.06 제6대 광주광역시 서구의회 의원
- 2010.07 ~ 2012.07 제6대 광주광역시 서구의회 예산결산특별위원회 부위원장
- 통합진보당 광주시당 서구 지역위원회 부위원장
- 2012.07 ~ 2014.06 제6대 광주광역시 서구의회 후반기 기획총무위원회 부위원장
- 2014.07 ~ 2018.06 제7대 광주광역시 서구의회 의원
- 2016.07 ~ 2018.06 제7대 광주광역시 서구의회 후반기 의회운영위원회 부위원장
- 2016.07 ~ 2018.06 제7대 광주광역시 서구의회 후반기 기획총무위원회 위원
- 2016.07 ~ 2018.06 제7대 광주광역시 서구의회 후반기 예산결산특별위원회 부위원장

## 역대 선거 결과
|  | 26.00% |

|  | 14.67% |